# 17000 Medvedev
A 17000 Medvedev (ideiglenes jelöléssel 1999 CV48) a Naprendszer kisbolygóövében található aszteroida. A LINEAR projekt keretében fedezték fel 1999. február 10-én.